# Batalla naval més gran de la història

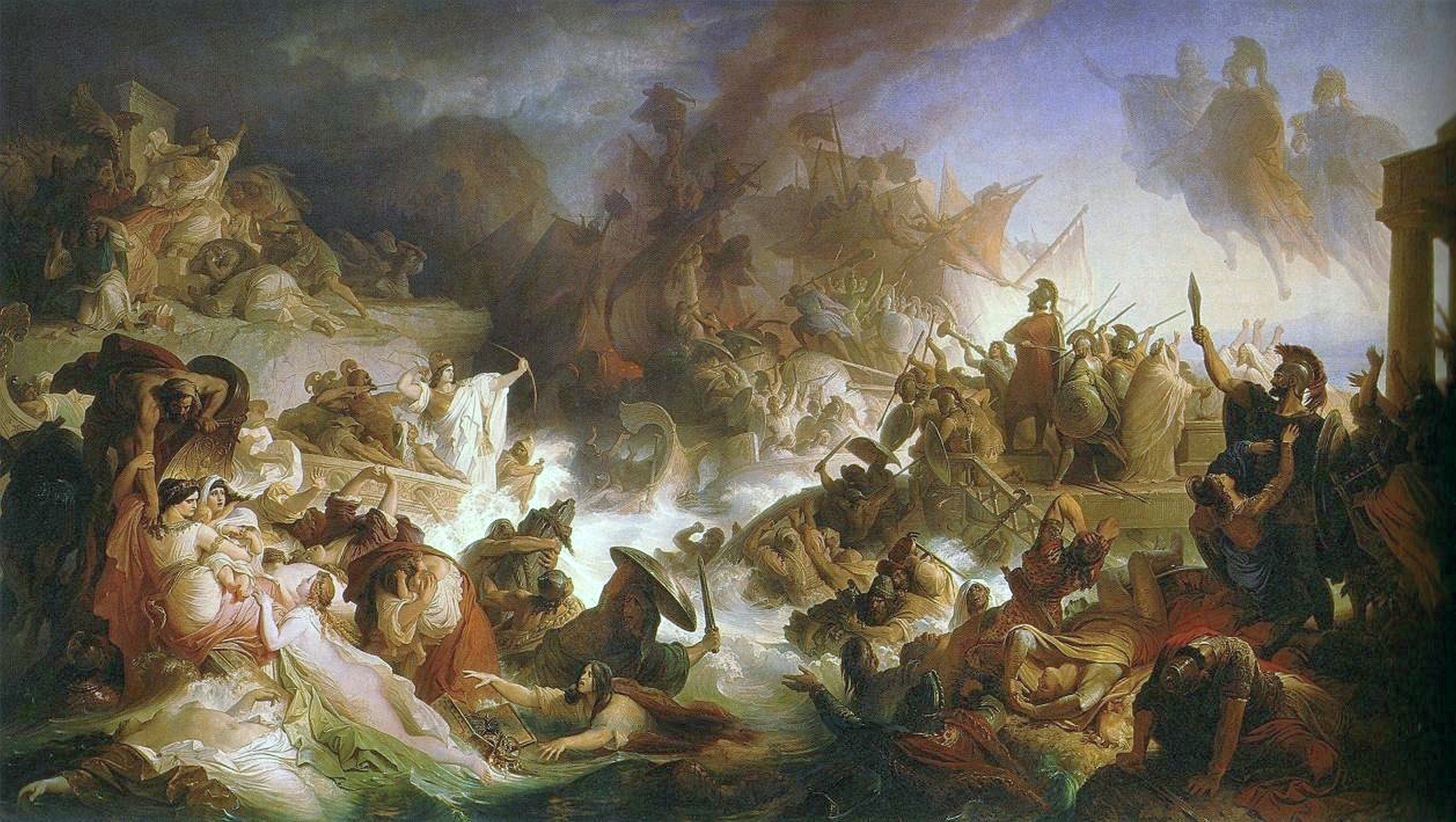
Una pintura d'estil romàntic de la batalla de Salamina de Wilhelm von Kaulbach.

La batalla naval més gran de la història és un títol disputat entre adherents de criteris diferents que inclouen el nombre de personal i/o vaixells implicats en la batalla naval, el desplaçament total dels vaixells implicats i, a vegades, la importància i/o les implicacions de la batalla naval. Tot i que les batalles lliurades en els temps moderns estan relativament ben documentades, els cronistes contemporanis creuen generalment que les figures de les de l'època prerenaixentista són exagerades.

## Candidats
- Salamina, setembre del 480 aC. Una flota de 371 vaixells grecs va derrotar entre 600 i 900 vaixells perses en aquesta batalla decisiva davant de la costa d'Atenes. L'estimació de gamma alta de 1.271 vaixells implicats és el nombre més gran de vaixells implicats en una única batalla. Els trirrems grecs normalment tenien tripulacions d'uns 200 homes, i els pentecònters més petits estaven tripulats per 50 remers, però el nombre total de personal implicat en la batalla és incert.[1]
- Cap Ècnom, 256 aC. Una de les primeres grans victòries navals de l'Antiga Roma sobre el seu rival, la ciutat de Cartago, durant la Primera Guerra Púnica. En total, la flota romana tenia 140.000 homes a bord: remers, altres tripulants, marines i soldats.[2] El nombre de cartaginesos es coneix amb menys certesa, però Polibi va estimar en 150.000, i la majoria dels historiadors moderns ho donen suport generalment. Si aquestes xifres són aproximadament correctes, és possible que aquesta sigui la batalla naval més gran de tots els temps, pel nombre de combatents implicats.[2][3][4]
- Penya-segats Rojos, hivern de 208-209. Una batalla decisiva entre el senyor de la guerra Cao Cao i els senyors de la guerra Sun Quan, Liu Bei i Liu Qi va veure que la força aliada molt més petita de 50.000 va derrotar la força de Cao Cao, d'almenys 220.000. És probable que les estimacions precises de les xifres es perdin amb el temps, però pot ser que sigui la més gran en termes de participants, tal com avalen algunes fonts.[5]
- Yamen, 19 de març de 1279. Aquesta batalla va completar la conquesta de la dinastia Song per part de la dinastia Yuan dirigida pels mongols. S'afirma que més de 1.000 vaixells de la dinastia Song van ser destruïts per la flota de la dinastia Yuan prop de Yamen, Guangdong, Xina. Aquesta és més gran que l'estimació baixa de vaixells implicats a la batalla de Salamina; però no tots els vaixells Song eren vaixells de guerra.
- Llac Poyang, 30 d'agost - 4 d'octubre de 1363. Es diu que és la batalla naval més gran en quan a personal, amb 850.000 mariners i soldats implicats. Una força rebel de la dinastia Ming, que es diu que tenia 200.000 homes, comandada per Zhu Yuanzhang, es va trobar amb una força rebel Han, que afirmava que tenia 650.000 homes, comandada per Chen Youliang, al llac Poyang, el llac d'aigua dolça més gran de la Xina.
- Jutlàndia 31 de maig - 1 de juny de 1916. La Flota d'Alta Mar de l'Armada Imperial alemanya comandada pel vicealmirall Reinhard Scheer i la Gran Flota britànica sota l'almirall Sir John Jellicoe es va enfrontar a la batalla prop de Jutlàndia, Dinamarca, durant la Primera Guerra Mundial. La flota alemanya estava formada per 16 Dreadnought i 6 cuirassats pre-dreadnought, 5 creuers de batalla, 11 creuers lleugers i 61 vaixells torpeders de la flota, mentre que la flota britànica estava formada per 28 cuirassats, 9 creuers de batalla, 8 creuers blindats, 26 creuers lleugers, 78 destructors i 71 minadors i 1 portaavions. Gran Bretanya va patir més baixes i va perdre més vaixells que Alemanya, però el resultat va ser un èxit estratègic per als britànics, ja que va donar lloc a la contenció reeixida de la flota alemanya. En termes de desplaçament total de vaixells implicats, va ser la batalla de superfície més gran.
- Mar de les Filipines, 19-20 de juny de 1944. Aquesta va ser la batalla de portaavions més gran de la història, en la qual van participar quinze portaavions i portaavions de la flota nord-americana, nou portaavions japonesos, 170 vaixells de guerra més i uns 1.700 avions. Pel que fa al desplaçament, la Força de Tasques de Transport Ràpid de la Cinquena Flota dels Estats Units (TF 58) és la formació naval més gran que mai ha donat batalla.
- Golf de Leyte, 23-26 d'octubre de 1944. El més gran en termes de desplaçament de vaixells en els ordres de batalla combinats, si no necessàriament en termes de desplaçament dels vaixells compromesos, també va ser el més gran pel que fa al desplaçament de vaixells enfonsats i en termes de la mida de l'àrea dins de la qual van tenir lloc les batalles components.